# Riosa
Riosa es un concejo del Principado de Asturias (España) y la única parroquia de dicho concejo. El concejo está situado en la montaña central asturiana, y limita al norte con Morcín, al este con Mieres, al sur con Lena y Quirós y al oeste de nuevo con Quirós. Su capital es La Vega, donde se tiene acceso al Angliru.

## Geografía
El concejo de Riosa está formado por la única parroquia de Riosa, tiene un relieve muy accidentado, destacando en el oeste la Sierra del Aramo con los picos del Barriscal (1734 metros), el Xistras (1773 metros) y sobre todo el Gamonal, ubicado en el Angliru.
Su río principal es el Llamo, también llamado Riosa, que nace en las pendientes del Aramo de donde recoge numerosos regatos que bajan de sus montañas. Sigue una orientación sur-norte y confluye con los ríos Xuncar y Grandiella cerca de La Vega. Sigue su curso en Morcín y desemboca en el río Caudal.

### Orografía
La unidad de Riosa y Morcín la componen una serie de valles rodeados de montañas; la Sierra del Aramo (oeste), el cordal del Monte Llisoriu (este) y entre ambos concejos el Monte Monsacro. Mientras cierran La Cardosa-La Utra y el río Caudal (norte) y el cordal de Las Segadas (sur).
Perteneciente a la Cuenca Central de Asturias, su formación geológica data del Carbonífero (360-286 m.a.) período que corresponde a la gran expansión de plantas terrestres (equisetos, helechos y gimnospermas primitivas).
En el hullero aprovechado en La Foz de Morcín surgen potentes conglomerados que están basadas en la presencia de pudingas, rocas formadas por cantos rodados de cuarcita embebidas en una matriz arenosa. Estas pudingas son caracterizadas por la interestratificación de niveles de pizarra, areniscas y algunos carbones explotables.

## Flora y fauna

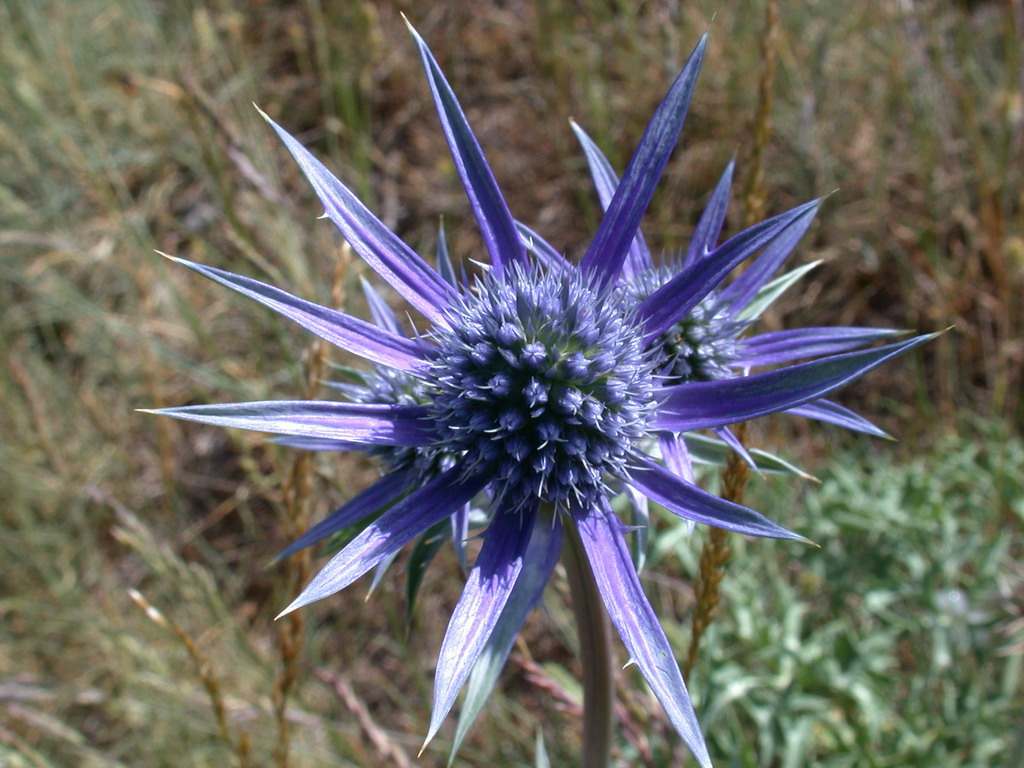
Cardo Azul en el Monte Monsacro

En estos concejos se puede encontrar una amplia variedad de la fauna silvestre asturiana:
- Mamíferos: lobo, liebre, jabalí, corzo, jineta, tejón, nutria, gato montés y ardilla.
- Aves: águila, buitre, halcón, alimoche, carbonero, mirlo, pinzón, chova piquigualda, alondra, vencejo común, perdiz.
- Reptiles: lagartija roquera y lagartija de turbera, alagüezo...

La diversidad de ecosistemas va desde las vegas y riberas del río, hasta montañas calizas por encima de los 1700 m, lo que aporta una amplia variedad de especies, bien conservadas por la ausencia de impactos medioambientales y la vigencia de modos de vida tradicionales. Ello ha convertido a este territorio en lugar frecuentado por botánicos ya en el siglo XIX, a la búsqueda de plantas para uso medicinal.
Son extraordinariamente frecuentes los topónimos de pueblos relacionados con la foresta: La Figar, Figares, Les Texeres, Texeo, Ablaneo, Fresneo, La Carbayosa, La Pumar, La Mostayal, Prunadiella…
En los paseos por estos concejos será frecuente encontrar especies asociadas a:
- Arboleda: haya, roble, castaño, avellano, abedul, tilo, tejo, acebo, fresno, arce, aliso…
- Matorrales: aulaga, mostajo, espino albar, arándanos, escuernacabras, brezo, tojo…
- Flores: diente de león, zapatinos de la virgen, gitanilla menuda y cardo de la madalena también conocido como cardo azul.
- Plantas medicinales: té, tila, hierbabuena, genciana, romero, tomillo, manzanilla, ortiga, cola de caballo, diente de león, orégano.

## Historia
Su situación en la agreste montaña central asturiana en la cuenca del río Caudal ha determinado las características de este concejo a lo largo de toda su historia desde el Neolítico (6000 - 3000 a. C.).
La presencia humana está atestiguada en las primeras etapas de la Edad de los Metales(Cobre, Bronce y Hierro). Los hallazgos de mayor valor corresponden a las minas de cobre en Texeo (2000 a. C.), las más antiguas de España, ubicadas en la vertiente oriental, entre 1200 y 1300 m de altitud en la Sierra del Aramo, cerca del pueblo de Llamo. En 1880 Van Straalen, ingeniero de la fábrica de Mieres, descubrió esta antigua explotación con una extensa red de galerías y pozos. El análisis de los esqueletos humanos, mazos, teas, bateas, crisoles,..., encontrados han permitido también apuntar su actividad en torno al siglo II a. C. (finales de la Edad del Hierro y colonización romana).
La minería, tanto de carbón como de cobre puede considerarse la actividad más característica de este concejo, tanto históricamente como en nuestra época.

### Edad Media
La presencia de varios castros en el concejo (Pera'l Colleu, en Rioseco y el Pico Castiello en El Collao), apuntan la presencia por pueblos prerrománicos (pésicos). En este último se encontró un ara romana consagrada al dios indígena Reo Pecio Parameco. Inscripciones en lápidas e influencias en la toponimia local dan fe de la presencia romana en la zona, interesados en los metales de los astures (cobre, oro y plata). 
Los primeros escritos referentes a Riosa aparecen en el Alto Medievo, con fecha de 857 hay noticia de la donación del valle por parte de Ordoño I a San Salvador. El valle aparece como dominio feudal de la Iglesia de Oviedo, pertenencia que se mantuvo durante siglos.

### Edad Moderna

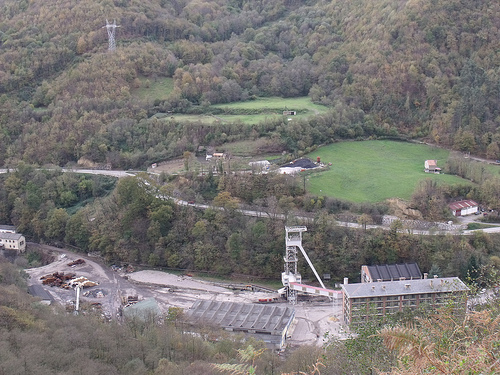
Pozo Monsacro

La desamortización de bienes eclesiásticos llevada a cabo por el Rey Felipe II (1536), da lugar a la compra de las tierras de Riosa por los vecinos -el 17 de diciembre de 1579- a pesar del interés de Oviedo por adquirir el territorio. De esta forma Riosa -a excepción de Llamo- se constituye en un concejo autónomo e inicia una nueva etapa en su historia, con el pueblo de Felguera como capital.
Riosa no sufre grandes cambios hasta mediados del siglo XIX, con el inicio de la actividad minera en explotaciones carboníferas -Minas de Porció-. La necesidad de abastecer la Fábrica de Armas de Trubia provocó que en 1846 se comenzase a extraer el carbón de las Minas de Porció para después, finales del siglo XIX, trasladarse la explotación al este del Concejo, Valle de Canales (Riosa) y mina La Esperanza, y La Raíz (Morcín) y más adelante del Pozo Montsacro situado en la parte baja del Valle de Canales.
Entre 1900 y 1901 se construye la primera línea de ferrocarril, con un ancho de vía de 0,60 m, en el nivel 456 que discurría entre El Rebollal (Riosa), pasaba por el Valle de Canales, y La Raíz (Morcín), pasando al Concejo de Mieres a través de un túnel de 600 m conocido como "Túnel de La Boqueriza". Ya en el Valle de Loredo, el ferrocarril llegaba hasta un lugar estratégico en la explotación conocido como "Ana María", desde donde se bajaba mediante planos inclinados automotores, popularmente conocidos como planos "de gochu" (Galían, Reguera Grande, Botamino) hasta el lavadero de la Pereda (Mieres). Se trataba un transporte muy costoso, por lo que se proyectó una nueva línea de ferrocarril con vía de 0,75 m, a nivel del Río Riosa, que partía de la Foz de Morcín -"La Gortica"- y terminaba, también en La Pereda, donde estaban las instalaciones auxiliares.Esta línea de ferrocarril se inauguró en el año 1922. Tenía una longitud de 9 km y contaba con once túneles. Con esta nueva vía el transporte era más fluido, con locomotoras más potentes y a la vez permitía el transporte del carbón de la zona oeste -Piedrafita -. Hasta 1914 fue la Sociedad Minas de Riosa la encargada de la explotación y entre 1915 y 1952, la denominada Hulleras de Riosa. Entre 1953-1969 se hace cargo de la explotación la Empresa Siderurgica ENSIDESA con el fin de suministrar los Altos Hornos de Avilés. Durante este período se produce la profundización del Pozo Montsacro y se construyen los poblados de Mineros de La Ará Y Nijeres. En el año 1969 se hace cargo provisionalmente de la explotación la empresa HUNOSA y de forma definitiva en el año 1971. explotándose las mismas capas que en las minas de montaña de Canales, La Raíz (8 pisos), pero por debajo del nivel del río Riosa. HUNOSA lleva a cabo la explotación de las capas de carbón, la mayoría de las cuales se encuentran en el Concejo de Riosa, a través del Pozo Motsacro ubicado en el límite de los Concejos de Morcín y Riosa.
En 1880 Felguera dejará de ser capital del concejo en favor de la actual La Vega, reflejando un giro histórico, el relevo de la actividad ganadera por la industrial.

### Edad Contemporánea

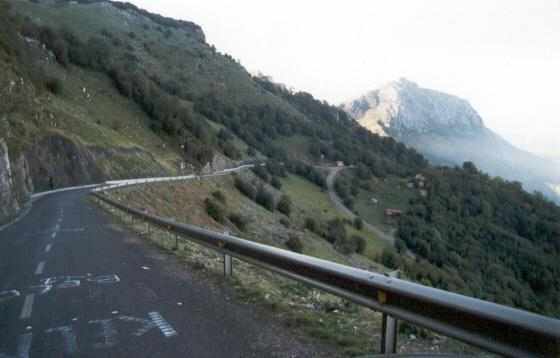
Cuesta en el recorrido de la subida al Angliru llamada Cueña les Cabres con un 23% de pendiente

Con la minería llegó la lucha por los derechos de los trabajadores y el movimiento obrero, que marca los acontecimientos futuros, en los convulsos años 30 (elecciones en el 33, revolución del 34, golpe del 36) hasta la caída del frente asturiano, que supuso una fuerte represión en la posguerra.
En los 50 se intensificó la actividad minera, y la Sociedad Hullera de Riosa es absorbida por ENSIDESA (1952). En los 60 se abre el Pozo Monsacro, en el límite entre Riosa y Morcín, cuyo desarrollo influirá notablemente en ambos concejos. Así la zona experimenta una gran expansión con la construcción de los barrios obreros de L’Ará y Nijeres, formados por las llamadas "Colominas". En 1969, el Pozo Monsacro pasa a ser gestionado por HUNOSA. 
La Transición supone también una evolución económica que afectará a toda la cuenca minera. La restructuración supone la reducción de la actividad industrial y dependencia de la minería. Así, nuevos horizontes se abren con la declaración del paisaje protegido "Sierra del Aramo" y etnografía, base de las actividades turísticas y lúdicas de quién busca lugares por descubrir.
Lo más reciente llega de mano del ciclismo, con la participación del Angliru, puerto de la Sierra del Aramo de una dureza espectacular, en La Vuelta Ciclista a España -la primera en 1999- dando a conocer Riosa a nivel internacional, y su hermanamiento con otros puertos míticos del ciclismo (Mortirolo y Tourmalet). La rehabilitación de las minas de Texeo es también protagonista de nuestro presente.

### Minería del Cobre
Descubrimiento
Las minas de cobre y cobalto de Riosa, ubicadas en la falda este de la Sierra del Aramo se encuentran a una altitud de entre 1200 y 1600 metros. Se denominan también minas de Llamo, Rioseco o Texeo y vienen explotándose desde tiempos prehistóricos (4500 años), tal como atestiguan los hallazgos de restos humanos y utensilios allí realizados.
Las Minas Prehistóricas de cobre y de cobalto de Texeo (Riosa), en la vertiente oriental de la Sierra del Aramo, fueron descubiertas en el año 1888 por el ingeniero belga D. Alejandro Van Stralen, y dadas a conocer por también ingeniero D. Alfonso Dory y De Villers -Alphonse Dory y De Villers, nacido en el año 1860 en Moresnet (Bélgica)-, en la  Revista Minera Metalúrgica y de Ingeniería, -fechado el 01-01-1893 y  publicado, en su primera parte, el 1 de noviembre de 1893 (número 1463) y la segunda, EL 24 de noviembre de 1893 (número 1466), con el título “Las minas antiguas de cobre y cobalto del Aramo”,
Prehistoria y Edad Antigua

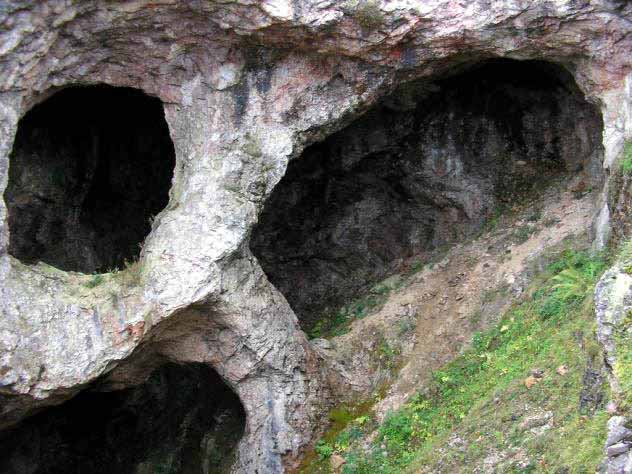
Antigua boca de las minas de Texeo

Van Straaleem descubrió las minas casualmente, y en ella se han encontrado 191 piezas esqueléticas humanas. Estos hallazgos estaban acompañados de varios utensilios hechos en hueso, martillos y variedad de restos de animales. De los estudios de estos esqueletos, el antropólogo Federico Oloriz, deduce que eran jóvenes varones de entre veinte y treinta y cinco años, su altura media era de 1,65 metros y su complexión delgada, lo que facilitaba su paso por las estrechas galerías.
Los esqueletos encontrados en estas minas tienen la particularidad de presentar un color verde debido a su contacto con el óxido de cobre. Se encuentran repartidos por varios museos como el Arqueológico de Madrid y el Museo Arqueológico de Oviedo, principalmente. Todos estos restos han sido fechados en los comienzos de la Edad de Bronce alrededor de 1500 años a.de C.
El método principal de trabajo empleado en el sistema minero antiguo del Aramo es el del arranque al fuego, consistente en el fuerte calentamiento de la roca con fuego, para después enfriarla bruscamente con agua en cuanto se alcanzare una determinada temperatura. Con ello se provocaba su fragmentación, facilitando de este modo la extracción del mineral con cuñas y otras herramientas, como los característicos picos-palanca.
También se tiene constancia, por utensilios encontrados e inscripciones existentes en la zona, de la explotación de estas minas por los romanos, para lo cual se habrían valido de mano de obra esclava, como era habitual en la época, en este tipo de explotaciones.
Edad Contemporánea

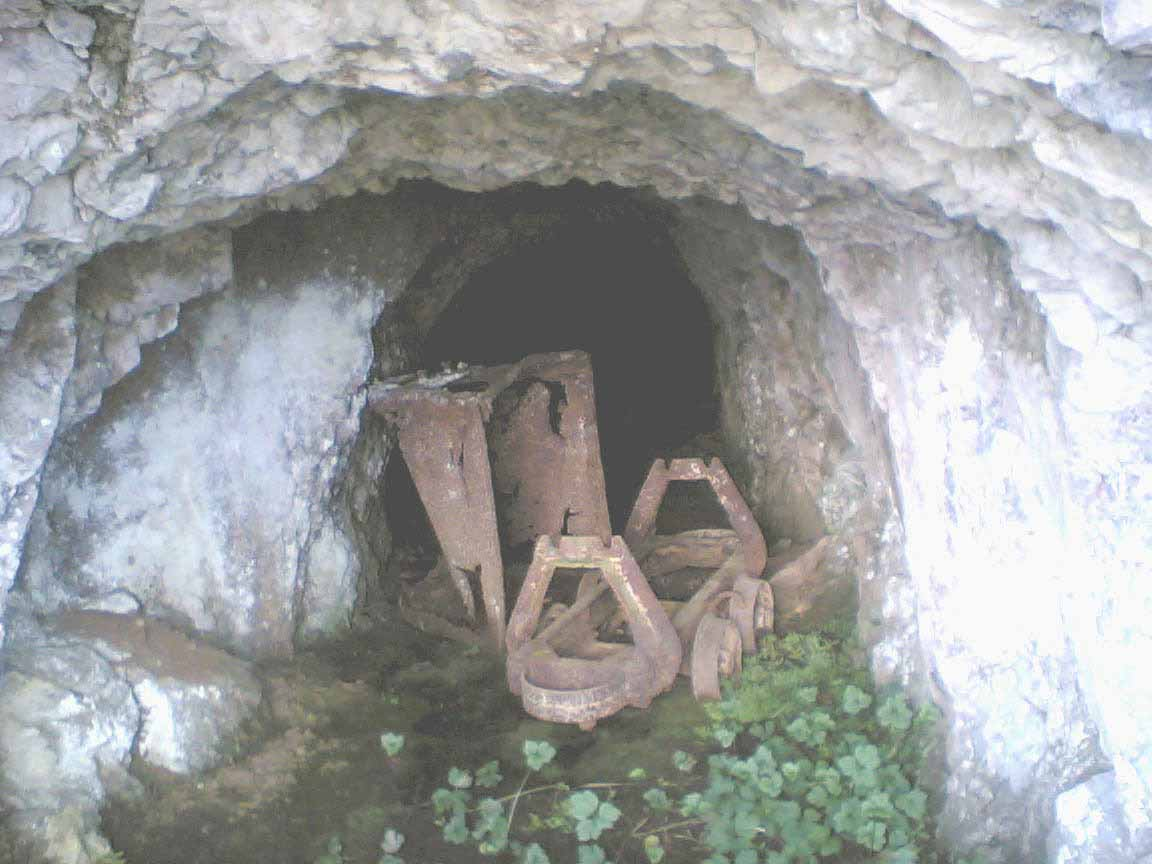
Bocamina bloqueada con una antigua vagoneta de mineral, para evitar la entrada de ganado

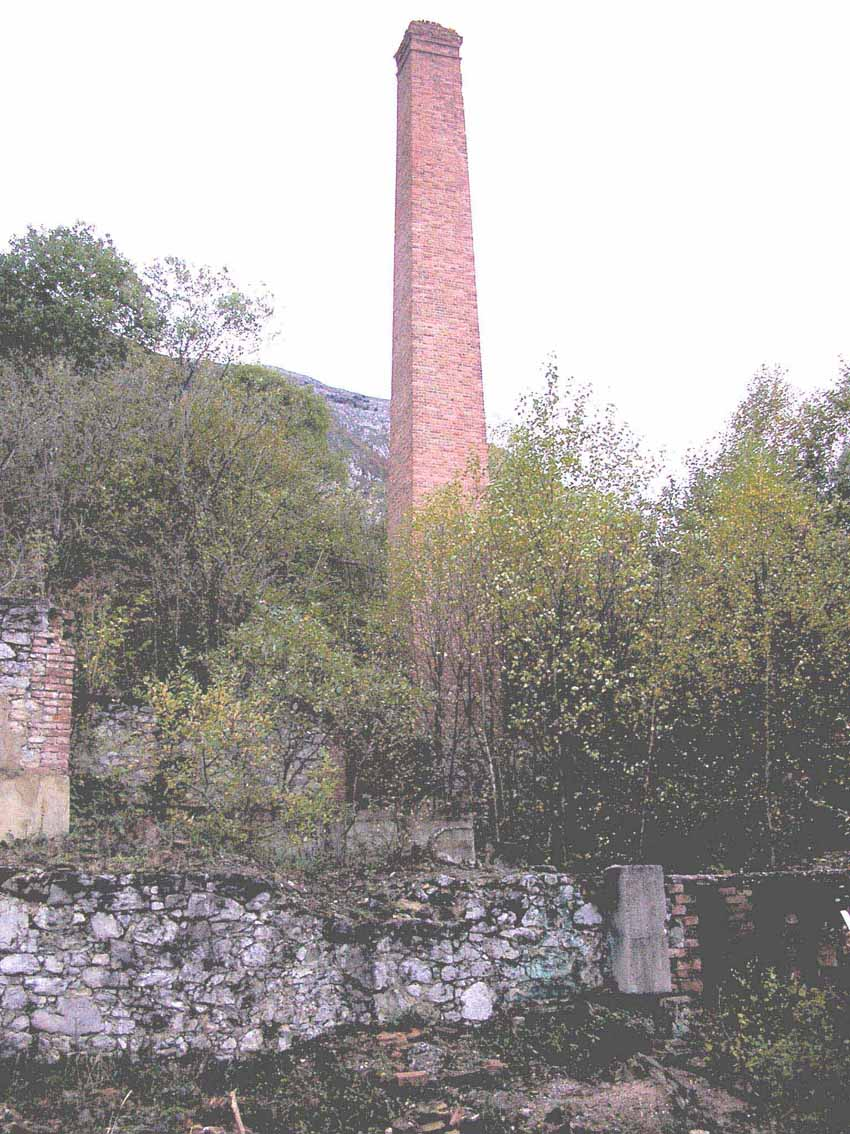
Lavaderos de mineral de cobre en las instalaciones de Rioseco

La cronología de su explotación en tiempos recientes sería la siguiente:
- 1897 Se constituye la compañía The Aramo Cooper Mines Ltd, de capital inglés, participada por Van Straalem.

- 1883 Se inicia la construcción del poblado minero de Rioseco, en la falda del Aramo, donde posiblemente antes se habían asentado los mineros prehistóricos. Gracias a estas minas llegó el tendido telefónico a Riosa y se construyó la carretera hacia Lena, hacia donde se transportaba el mineral. El poblado ocupa unos 1000 m² está formado por 5 edificios: oficinas, cantina, economato, viviendas, cuadras que forman un conjunto arquitectónico de estilo inglés con su típico ladrillo rojo, decorando puertas, ventanas, esquinas y muy integrado en el verde entorno que lo rodea. En la parte posterior del poblado encontramos la zona donde se recepcionaba el mineral en bruto, que llegaba por el cable volante; aquí era lavado, seleccionado y cargado en camiones. Todo el conjunto constituye un magnífico ejemplo de Arquitectura Industrial

- 1930 Tras un periodo de ruina, se hizo cargo de la explotación la Empresa del Sur dedicada a la extracción del Cobalto.

- 1940 Se instala la Sociedad Minero-Metalúrgica Asturiana (METALSA)

- 1960 Cierre definitivo de las minas y abandono del poblado, debido a la apertura de minas en otros países, como Chile, o Perú donde la explotación del cobre resultaba más rentable. La riqueza media del mineral del yacimiento en este último periodo era del 12% de cobre, 3% de cobalto y 3% de níquel.

## Demografía
Cuenta con una población de 1712 habitantes (INE 2024).
| Gráfica de evolución demográfica de Riosa entre 1842 y 2021                                                           |
| |
| Población de derecho según los censos de población del INE. Población de hecho según los censos de población del INE. |

## Economía
Las explotaciones mineras de Riosa se componen de cuatro grupos: Canales, Piedrafita, La Esperanza, Ablanedo.
Las minas de hulla de Riosa fueron reservadas al Estado español en la Ley de Minas de 6 de julio de 1859, para el suministro de carbón a la Fábrica de Armas de Trubia. Posteriormente y ante el encarecimiento del transporte, fueron vendidas a "Hulleras de Riosa", compañía que las explotó durante cuarenta y cinco años. Posteriormente fueron gestionadas por ENSIDESA y actualmente lo son por HUNOSA (Pozo Montsacro).

## Administración y política
En el concejo de Riosa, desde 1979, los únicos partidos que ha conseguido la alcaldía han sido el PSOE, desde 1979 hasta 2015, e Izquierda Unida desde 2015. La actual alcaldesa es Ana Isabel Díaz Fernández.
| Periodo   | Nombre                     | Partido | Partido                                    |
| --------- | -------------------------- | ------- | ------------------------------------------ |
| 1979-1983 | Aladino Álvarez García     |         | Federación Socialista Asturiana (FSA-PSOE) |
| 1983-1991 | Alfredo Álvarez Espina     |         | Federación Socialista Asturiana (FSA-PSOE) |
| 1991-2015 | José Antonio Muñiz Álvarez |         | Federación Socialista Asturiana (FSA-PSOE) |
| 2015-2023 | Ana Isabel Díaz Fernández  |         | Izquierda Unida (IU)                       |
| 2023-act. | Roberto Álvarez Fernández  |         | Federación Socialista Asturiana (FSA-PSOE) |

| Partido político    | Partido político                                                                | 1979   | 1983   | 1987   | 1991   | 1995   | 1999   | 2003   | 2007   | 2011   | 2015   | 2019   | 2023   |
| Partido político    | Partido político                                                                | Ediles | Ediles | Ediles | Ediles | Ediles | Ediles | Ediles | Ediles | Ediles | Ediles | Ediles | Ediles |
|                     | Federación Socialista Asturiana (FSA-PSOE)                                      | 6      | 8      | 9      | 7      | 6      | 6      | 5      | 5      | 6      | 5      | 3      | 6      |
|                     | Partido Comunista de España (PCE)-Izquierda Unida (IU)-Bloque por Asturies (BA) | 2      | 1      | 1      | 3      | 2      | 2      | 3      | 4      | 4      | 5      | 5      | 3      |
|                     | Foro Asturias (FAC)                                                             | —      | —      | —      | —      | —      | —      | —      | —      | —      | 1      | 0      | —      |
|                     | Alianza Popular (AP)-Partido Popular (PP)                                       | —      | 2      | 1      | 1      | 2      | 1      | 1      | 2      | 1      | 0      | 0      | 0      |
|                     | Unión de Centro Democrático (UCD)-Centro Democrático y Social (CDS)             | 1      | —      | 0      | 0      | —      | —      | —      | —      | —      | —      | —      | —      |
|                     | Unión Renovadora Asturiana (URAS)                                               | —      | —      | —      | —      | —      | 1      | 1      | —      | —      | —      | —      | —      |
|                     | Andecha Astur (AA)                                                              | —      | —      | —      | —      | 1      | 1      | 1      | 0      | —      | —      | —      | —      |
|                     | Independientes                                                                  | 2      | —      | —      | —      | —      | —      | —      | —      | —      | —      | —      | —      |
|                     | Riosanos                                                                        | —      | —      | —      | —      | —      | —      | —      | —      | —      | —      | 1      | —      |
| Total de concejales | Total de concejales                                                             | 11     | 11     | 11     | 11     | 11     | 11     | 11     | 11     | 11     | 9      | 9      | 9      |